# Patrick Maurus
Patrick Maurus (né le 27 septembre 1950) est un professeur français (émérite depuis 2016) de langue et de littérature coréenne à l'Institut national des langues et civilisations orientales. Il est aussi directeur de la collection « Lettres coréennes » à Actes Sud et de la revue Tan’gun (Éditions L'Harmattan).

## Biographie
Patrick Maurus est né le 27 septembre 1950. Après avoir obtenu l'agrégation de lettres modernes en 1975, il part en Chine, puis en Corée, où il se consacre à la traduction. Il soutient sa thèse de doctorat en 1994. Il est le fondateur de la collection Lettres coréennes,. Il a joué un rôle clé dans le développement des études coréennes sur la littérature et la traduction.
Il obtient l'HDR en 1999, il est nommé attaché culturel à l’ambassade de France en Corée du Sud, et devient professeur des universités le 1er septembre 2009.

## Récompenses
- Prix Daesan avec Choe Yun pour la traduction de La Place de Choi In-hun en 1994[9].